# Nokia 3220
Nokia 3220 je mobilní telefon firmy Nokia s klasickou konstrukcí, ve své době s dobrou podporou her. Má po stranách 4 blikátka (2 vlevo, 2 vpravo). Displej je bíle podsvícený, některé klávesy jsou vertikálně spojené v jednu.

## Fyzické parametry
Klasická konstrukce s vyměnitelnými kryty a možností do zadní části vložit vlastní papír s potiskem.

## Displej
Displej je aktivní, barevný (256k barev) s rozlišením 128×128 bodů. Bíle podsvícený.

## Výbava
Telefon má vestavěných 5 her. Má profily, podporu dlouhých sms, mms, slovník.

## Výpis vlastností
| Vlastnost                   | Popis                    |
| --------------------------- | ------------------------ |
| Konstrukce                  | Monoblok                 |
| Displej                     | 128×128, 256k barev      |
| Klávesnice                  | Mobilní                  |
| Operační Systém             | Ne                       |
| GPRS                        | Ano                      |
| EDGE                        | Ano                      |
| GPS                         | Ne                       |
| Multimediální zprávy        | Ano                      |
| Vyzvánění                   | Reálné (AMR)             |
| Fotoaparát                  | VGA                      |
| Nahrávání videa             | Ano                      |
| Video hovory                | Ne                       |
| Ozvučení                    | interní mono reproduktor |
| Java podpora                | Ano                      |
| Slot pro paměťovou kartu    | Ne                       |
| Infračervený port           | Ne                       |
| Bluetooth                   | Ne                       |
| Wi-Fi                       | Ne                       |
| Podpora datového kabelu     | Ano                      |
| Rozhlasový přijímač         | Ne                       |
| Televizní přijímač          | Ne                       |
| Polohové (gravitační) čidlo | Ne                       |
| Vyměnitelné kryty           | Ano                      |